# مانويل فوستر لازارو
مانويل فوستر لازارو (بالإسبانية: Manuel Fuster Lázaro)‏ هو لاعب كرة قدم إسباني، ولد في 22 أكتوبر 1997 في بلنسية في إسبانيا. لعب مع نادي ألباسيتي.

## روابط خارجية
- مانويل فوستر لازارو على موقع قاعدة بيانات كرة القدم.إي يو (الإنجليزية)
- مانويل فوستر لازارو على موقع Soccerway.com (الإنجليزية)